# Wieleń (gmina)
Pour les articles homonymes, voir Wieleń (homonymie).
Wieleń est une gmina mixte du powiat de Czarnków-Trzcianka, Grande-Pologne, dans le centre-ouest de la Pologne. Son siège est la ville de Wieleń, qui se situe environ 27 km à l'ouest de Czarnków et 75 km au nord-ouest de la capitale régionale Poznań.
La gmina couvre une superficie de 428,32 km2 pour une population de 12 572 habitants.

## Géographie

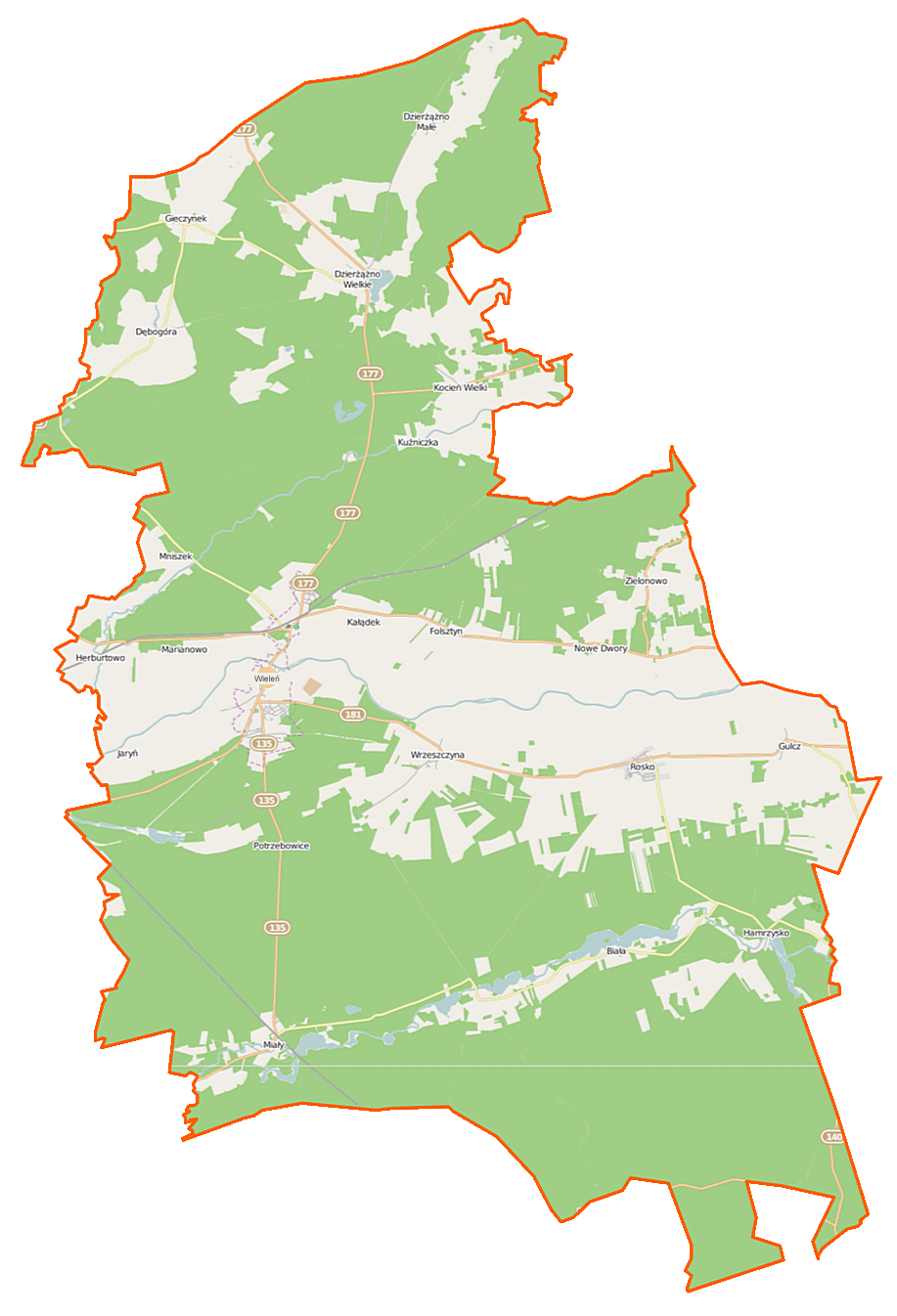
Plan de la gmina.

Outre la ville de Wieleń, la gmina inclut les villages de:
- Biała
- Dębogóra
- Dzierżążno Małe
- Dzierżążno Wielkie
- Folsztyn
- Gieczynek
- Gulcz
- Hamrzysko
- Herburtowo
- Kałądek
- Kocień Wielki
- Kuźniczka
- Marianowo
- Mężyk
- Miały
- Nowe Dwory
- Rosko
- Wrzeszczyna
- Zielonowo

### Gminy voisines
La gmina de Wieleń est bordée des gminy de:
- Czarnków
- Człopa
- Drawsko
- Krzyż Wielkopolski
- Lubasz
- Trzcianka
- Wronki

## Structure du terrain
D'après les données de 2002, la superficie de la commune de Wieleń est de 428,32 km², répartis comme tel :
- terres agricoles : 27%
- forêts : 65%

La commune représente 23,69% de la superficie du powiat.

## Démographie
Données du 30 juin 2004 :
| description        | Total  | Total | Femmes | Femmes | Hommes | Hommes |
| ------------------ | ------ | ----- | ------ | ------ | ------ | ------ |
| Unité              | Nombre | %     | Nombre | %      | Nombre | %      |
| population         | 12 699 | 100   | 6 512  | 51,3   | 6 187  | 48,7   |
| Densité (hab./km²) | 29,6   | 29,6  | 15,2   | 15,2   | 14,4   | 14,4   |